# Юнівка
Ю́нівка — село в Україні, у Затурцівській сільській громаді Володимирського району Волинської області. Населення за переписом 2001 року становить 216 осіб.
В селі бере початок річка Серна і розташований гідрологічний заказник «Серна».

## Історія
Після ліквідації Локачинського району 19 липня 2020 року село увійшло до Володимир-Волинського району.

## Населення
Згідно з переписом УРСР 1989 року чисельність наявного населення села становила 264 особи, з яких 120 чоловіків та 144 жінки.
За переписом населення України 2001 року в селі мешкало 218 осіб.

### Мова
Розподіл населення за рідною мовою за даними перепису 2001 року:
| Мова       | Кількість | Відсоток |
| ---------- | --------- | -------- |
| українська | 215       | 99.54%   |
| російська  | 1         | 0.46%    |
| Усього     | 216       | 100%     |

## Постаті
- Чопко Віктор Олександрович (1982—2016) — старшина Збройних сил України, учасник російсько-української війни.

## Галерея

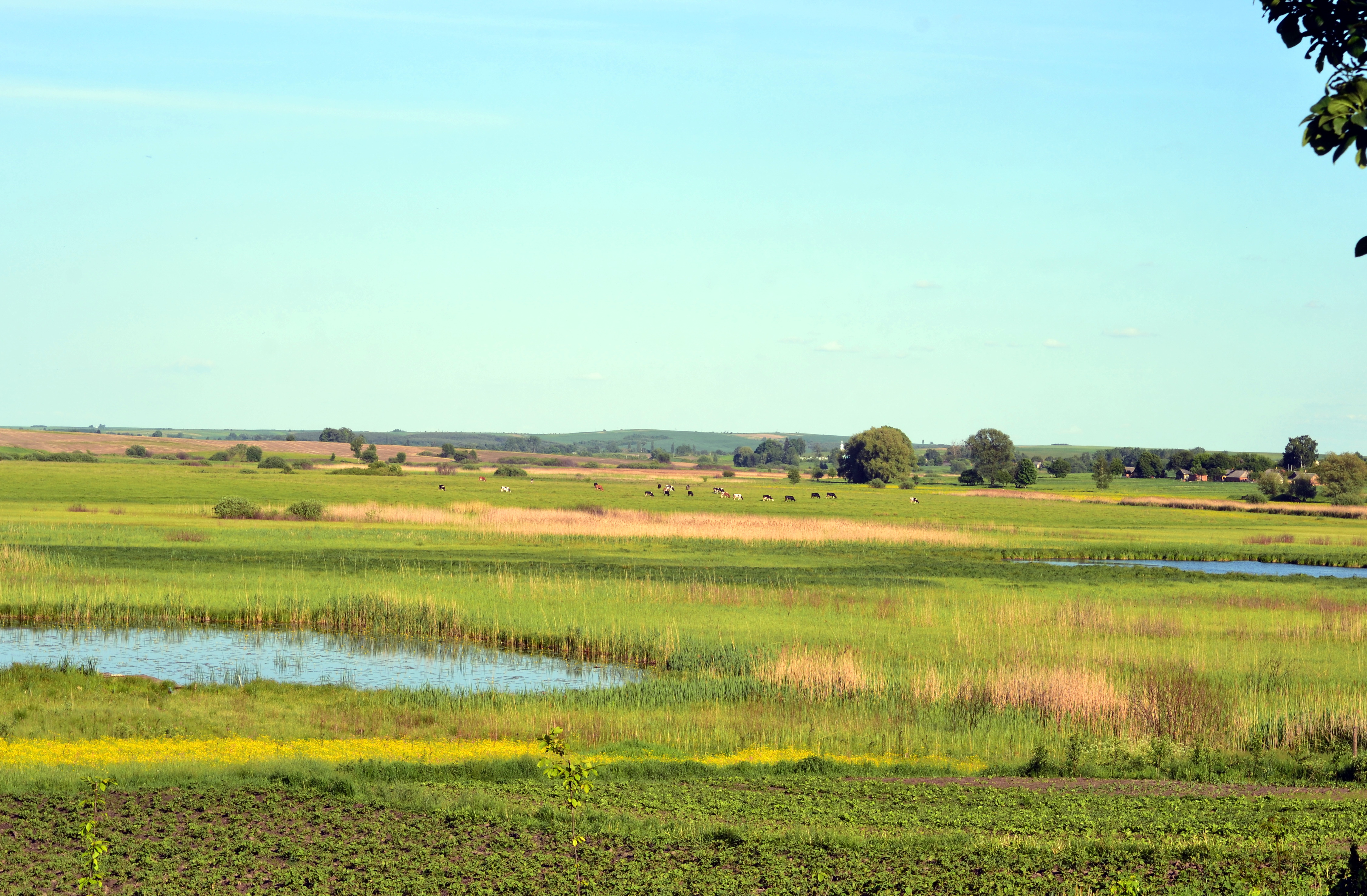
Заказник «Серна» - два озера
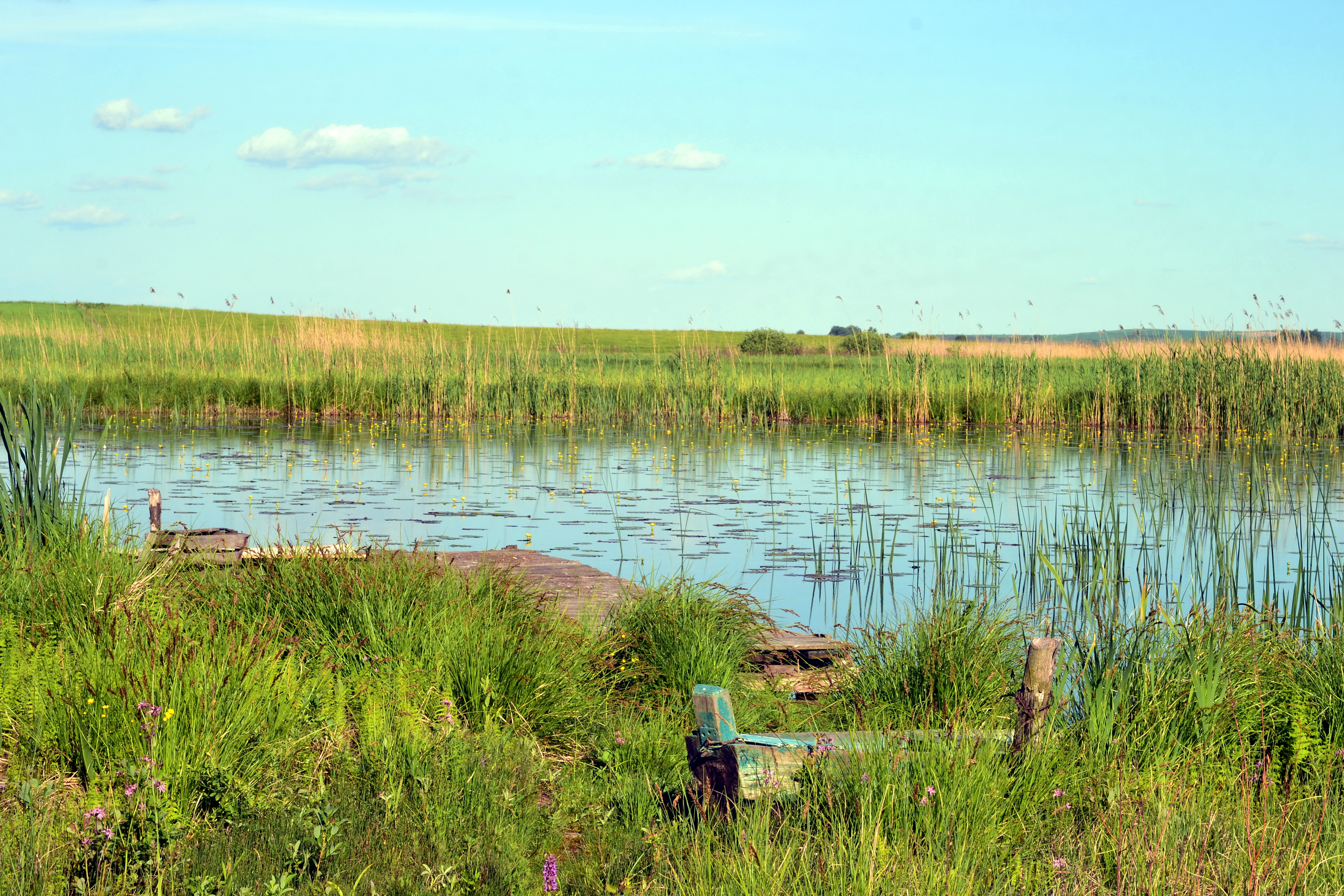
Заказник «Серна» - озеро біля городів
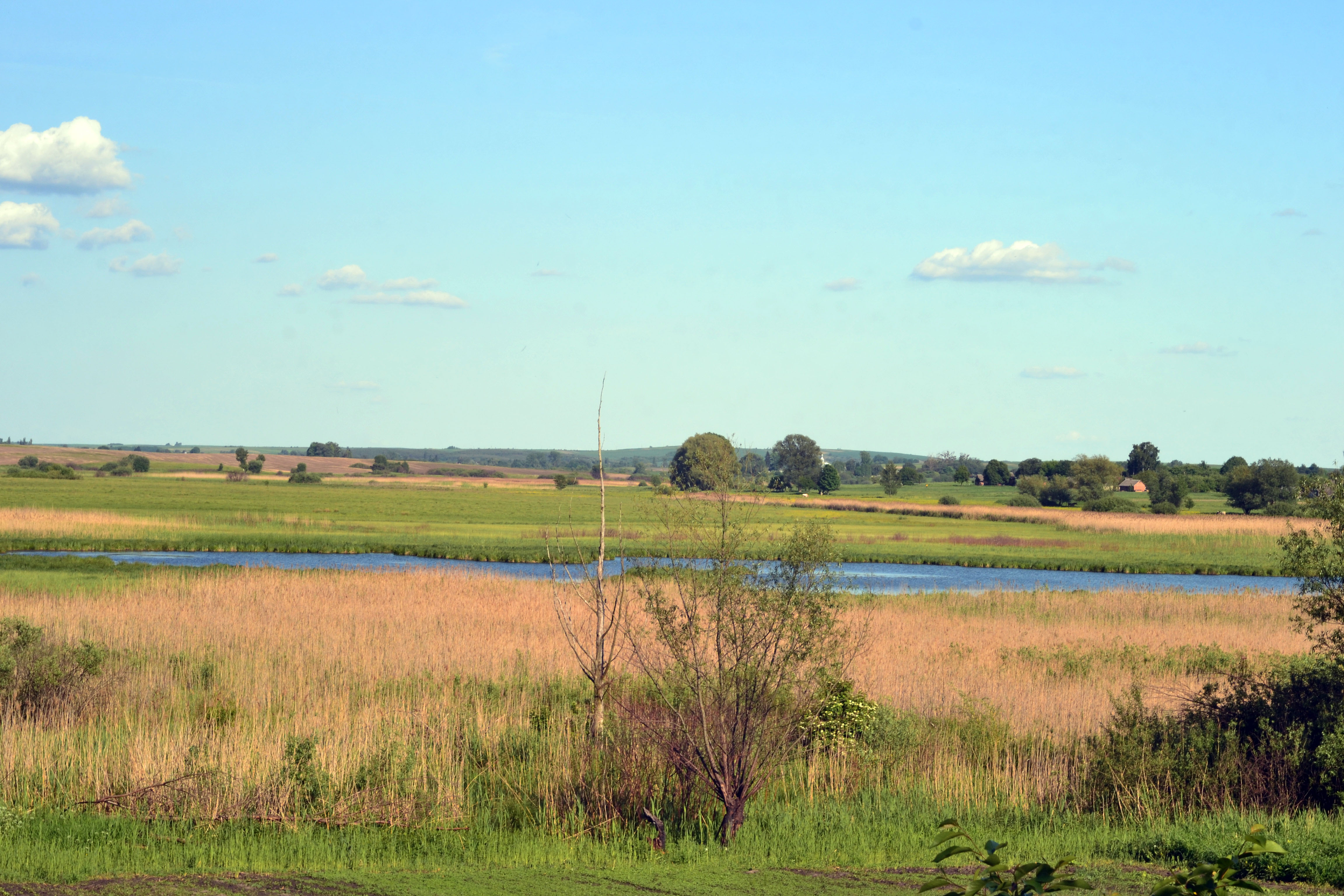
Заказник «Серна» - озеро навпроти центру села